# Марибо
Марибо (дат. Maribo) — город в коммуне Лолланн (на одноимённом острове Лолланн) на юге области Зеландия в Дании.

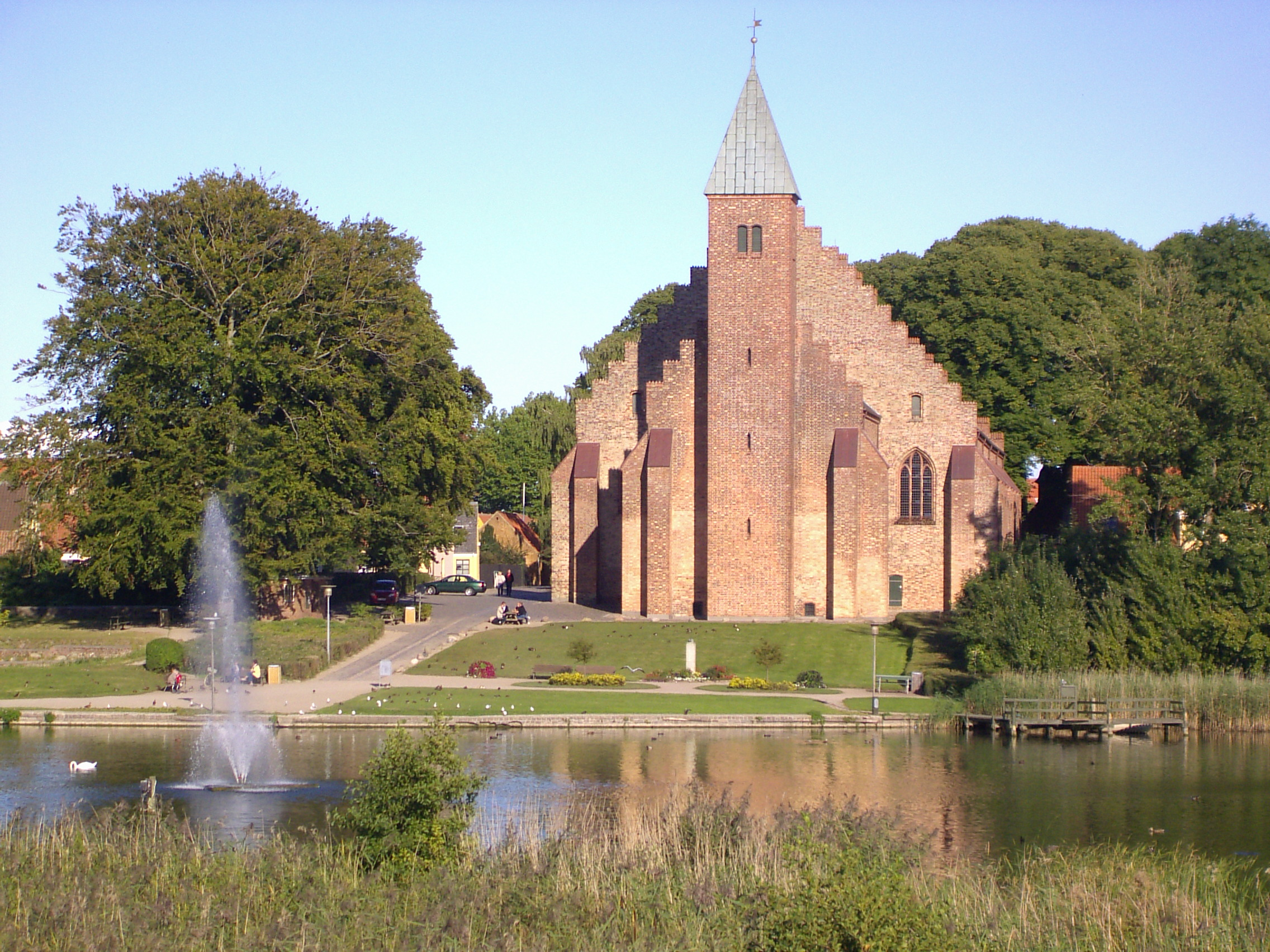
Собор Марибо

Площадь города составляет 891,92 км², население — 6 003 (1 января 2012 года). Близ города проходит европейская трасса E47, соединяющая Данию паромной переправой с Германией.
Город известен прежде всего своим средневековым кафедральным собором, построенном на месте бывшего монастыря.
В честь города назван сыр.